# Atacama Large Millimeter Array
Atacama Large Millimeter Array eller kort ALMA er et stort jordbaseret astronomisk observatorium bestående af flere radioteleskoper der arbejder sammen. Det er opført i Atacama-ørkenen i Chile. ALMA er et internationalt projekt med deltagelse af Europa, USA, Canada, Japan og Chile. Europa repræsenteres af det Europæiske Syd Observatorium (ESO).
Radioteleskopet består af 66 antenner, der vil kunne anvendes som ét stort eller flere større teleskoper.
Den første ALMA-område vil blive sammensat af 66 højpræcisionsantenner, og observerer i bølgelængder fra 0,3 til 9,6 mm. Området vil have meget højere følsomhed og højere opløsning end de eksisterende sub-millimeter teleskoper, såsom James Clerk Maxwell Telescope eller eksisterende interferometer netværk som f.eks Submillimeter Array eller Institut de radioastronomie millimétrique (IRAM) Plateau de Bure Interferometer facilitet.
Antennerne kan flyttes rundt i ørkenens plateau over afstande fra 150 m til 16 km, hvilket vil give ALMA en kraftig variabel "Zoom", magen til konceptet ved Very Large Array (VLA) i New Mexico, USA.

## Vigtige videnskabelige resultater
I 2018 fandt ALMA kemiske fingeraftryk af komplekse organiske molekyler i den Store Magellanske Sky — methanol (CH3OH), dimethylether (CH3OCH3) og methylformat (CH3OCHO).
I 2018 fandt ALMA som den første et supermassivt sort hul med en cirkulerende gassky på 20 lysår i centrum af galaksen M77, og i en større gassky om det sorte hul er der fundet kulstofforbindelserne CHO+ og HCN.